# Мирослав Латик
Мирослав Латик (1980, Болехів) — український кінорежисер.

## Біографія
Народився 1980 року в місті Болехів Івано-Франківської області. 1998-2001-го навчався у Львівському університеті на факультеті журналістики. 2006-го отримав диплом Київського університету ім. Карпенка-Карого за спеціальністю «Режисер ігрового кіно».
Режисер-постановник короткометражних фільмів «Постфактум» (2003 рік, участь у фестивалі «Молодість» та премія журі фестивалю «Відкрита ніч»), та «MANU 18347» (2012 рік, гран-прі фестивалю «Відкрита ніч»).
З 2003 року працював на ТБ — був режисером та режисером-постановником проекту «Містичні історії» (2-7 сезони),  режисером-постановником серіалів «Стрінгер» (2011 рік) та «Захват» (2013 рік).
2010 року як режисер-постановник зняв документальний повнометражний фільм «Своя-чужа батьківщина» про повернення на батьківщину кримських татар (для каналу Al Jazeera World).
У 2015-му став режисером-постановником та сценаристом першого українського вебсеріалу «5baksiv.net» (спільний проєкт з BBC Media Action). Отримав гран-прі фестивалю  BilbaoWebFest-2016 та приз за найкращу режисуру.
У 2021-му році відбулась прем'єра комедії «Королі Репу» на п'ятому Київському тижні критики. Стрічка має вийти в прокат 3 серпня 2023.

## Фільмографія
- 2019 — режисер повнометражного фільму «Халепа на 5 baksiv»
- 2021 — режисер повнометражного фільму «Королі репу». Виробництво «Крісті фільм»
- 2022 — режисер повнометражного фільму «Максим Оса та золото Песиголовця»
- 2022 — режисер повнометражного фільм «Чарівник великого міста»